# Зехайм-Югенхайм
Зе́хайм-Ю́генхайм (нем. Seeheim-Jugenheim) — община в Германии, в земле Гессен. Подчиняется административному округу Дармштадт. Входит в состав района Дармштадт-Дибург. Население составляет 15 860 человек (на 31 декабря 2010 года). Занимает площадь 28 км².